# Abadia de Weingarten
L'Abadia de Weingarten és una antiga abadia benedictina, dedicada a Sant Martí i situada en un turó (Martinsberg) de la ciutat de Weingarten, ciutat que fins a 1865 s'anomenà Altdorf però a partir d'aquesta data prengué el nom de l'abadia. Fou fundada el 1056 per Güelf I de Baviera i tingué sempre una relació amb l'Antiga Casa de Welf; fou secularitzada el 1803. El 1922 va ser tornada a ocupar per la congregació de Beuron, però el 2010 va ser definitivament clausurada i els monjos van abandonar el monestir.